# Savršćak
Savršćak – wieś w Chorwacji, w żupanii zagrzebskiej, w mieście Samobor. W 2011 roku liczyła 199 mieszkańców.